# Wilson Luís Angotti Filho

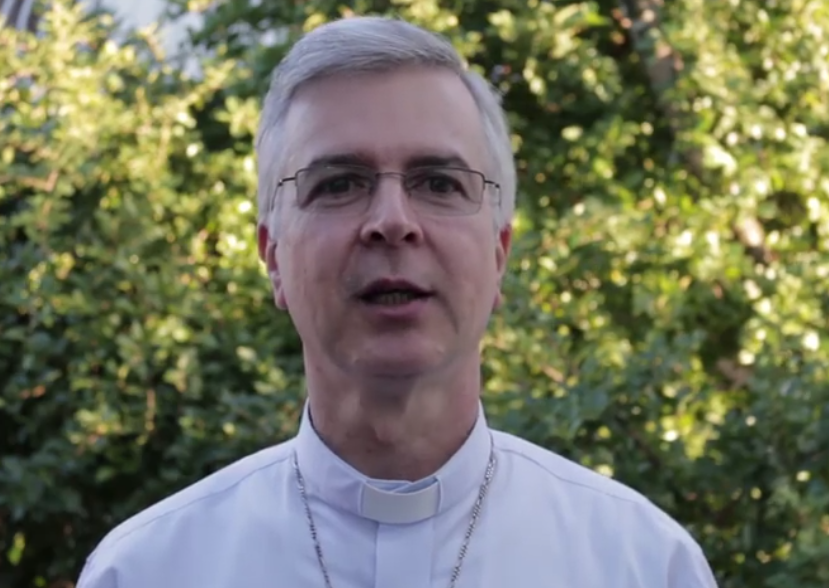
Wilson Luís Angotti Filho (2018)

Wilson Luís Angotti Filho (* 5. April 1958 in Taquaritinga) ist ein brasilianischer Geistlicher und römisch-katholischer Bischof von Taubaté.

Wappen von Eacudo de Wilson Luís Angotti Filho.

## Leben
Wilson Luís Angotti Filho empfing am 19. Dezember 1982 die Priesterweihe.
Papst Benedikt XVI. ernannte ihn am 4. Mai 2011 zum Weihbischof in Belo Horizonte und Titularbischof von Tabae. Die Bischofsweihe spendete ihm der Erzbischof von Belo Horizonte und Ordinarius für die byzantinischen Gläubigen in Brasilien, Walmor Oliveira de Azevedo, am 1. Juli desselben Jahres; Mitkonsekratoren waren Fernando Antônio Brochini CSS, Bischof von Jaboticabal, und Luíz Eugênio Pérez, Altbischof von Jaboticabal. Als Wahlspruch wählte er Cor Unum.
Am 15. April 2015 ernannte ihn Papst Franziskus zum Bischof von Taubaté. Die Amtseinführung fand am 13. Juni desselben Jahres statt.